# آتسوکو تاناکا (صداپیشه)
آتسوکو تاناکا (انگلیسی: Atsuko Tanaka)؛ ۱۴ نوامبر ۱۹۶۲ – ۲۰ اوت ۲۰۲۴) صداپیشه اهل ژاپن بود.
وی صداپیشه انیمیشن‌هایی همچون افسانه قهرمانی ارسلان، برزرک، کابوی بیباپ، کارآگاه کونان، شیطان هم می‌گرید بوده‌است.